# 九龍巴士242X線
九龍巴士242X線是香港的一條繁忙時間巴士路線，在星期一至五早上由青衣（長亨邨）單向往尖沙咀（中間道），以及於星期一至五下午由尖沙咀東（麼地道）單向開往青衣（長亨邨），也可以視為42A線特快來往油尖旺區的版本。

## 歷史
本線並非在當年的路線發展計劃中，而是運輸署為舒緩彌敦道沿線地鐵擠迫而要求九巴開辦的早晨特別服務，本線為兩條最後一批開辦的路線之一（另一條為過海隧道路線680）。
- 1992年7月6日：投入服務，初期只在平日上午繁忙時間單向由長亨往尖沙咀碼頭。
- 2001年10月22日：配合尖沙咀碼頭巴士總站行人道擴建工程，縮短至彌敦道近中間道。
- 2004年6月7日：增設星期一至五下午回程，由佐敦匯翔道開往長宏。
- 2008年12月29日：取消下午回程服務，42A線在相同時間加強服務。
- 2015年6月27日：增設到站時間預報。[2]
- 2020年12月7日：再次增設下午繁忙時間回程服務，平日下午2班由尖沙咀東（麼地道）開往長亨。[3]
- 2021年8月28日：取消星期六之服務。[4]

## 服務時間及班次
- 星期一至五
  - 青衣（長亨邨）開：07:50、08:05
  - 尖沙咀東（麼地道）開：17:55、18:15

星期六、日及公眾假期不設服務

## 收費
全程：$10.2
- 美孚站往尖沙咀：$7.2
- 鴉蘭街往尖沙咀：$5.8
- 過青衣大橋後往青衣（長亨邨）：$5.1

| - 本線設有12歲以下小童及65歲或以上長者半價優惠。 - 65歲或以上香港居民使用「樂悠咭」，以及12歲以下合資格殘疾兒童使用「殘疾人士身份」個人八達通繳付車資，均可享有每程$2.0或半價（以較低者為準）的票價優惠；12至64歲合資格殘疾人士使用「殘疾人士身份」個人八達通（包括「樂悠咭」），以及60至64歲香港居民使用「樂悠咭」繳付車資，均可享有每程$2.0或全費（以較低者為準）的票價優惠。 - 65歲或以上長者如使用長者或一般個人八達通繳付車資，則只可享有半價優惠；12至64歲合資格殘疾人士如不使用「殘疾人士身份」個人八達通，以及60至64歲人士如不使用「樂悠咭」繳付車資，必須繳付全費。 - 乘客可以現金或八達通於上車時付款，不設找續。 - 每位成人乘客可免費攜帶最多兩名4歲以下而不佔座位的兒童乘客乘車，超額之4歲以下小童必須繳付小童車費乘車。 - 持有「九巴月票」之乘客在車票有效期內，每日可享最多10程任何九龍巴士及龍運巴士路線（包括本路線，以及聯營路線的九龍巴士／龍運巴士提供的班次；惟乘搭機場「A」及「NA」線則可享原價二七折優惠（不會計算每天10次合資格車程））；而B1線則每日可享最多各2程（不會計算每天10次合資格車程）。 - 九龍巴士、城巴、龍運巴士及陽光巴士全職員工及家屬（不包括外判職員）可免費乘搭本路線，惟必須拍職員或職員家屬八達通。 - 乘客亦可透過多元化電子支付系統（e度嘟）繳付車資，包括使用非接觸式VISA卡、JCB卡、萬事達卡、銀聯卡、美國運通、大來國際、Discover Card、Apple Pay、Google Pay、Samsung Pay、AlipayHK「易乘碼」、支付寶、WeChatHK／微信支付「搭車碼」、銀聯雲閃付「乘車碼」及BOC Pay「乘車碼」。乘客使用此付款方式，使用此支付方式的乘客可享有中途下車之分段收費，以及與其他九巴／龍運獨營路線或聯營線九巴／龍運班次之轉乘優惠，惟不適用於與非九巴／龍運路線之轉乘優惠，亦不能享有「公共交通費用補貼計劃」及「長者及合資格殘疾人士公共交通票價優惠計劃」。 |

## 使用車輛
本路線沒有固定使用車輛，通常由42A線抽調車輛行走。

## 行車路線
青衣（長亨邨）開經：寮肚路、青衣西路、青康路、青衣路、青衣大橋、葵青路、荃灣路、葵涌道、長沙灣道、荔枝角道、西九龍走廊、太子道西、荔枝角道及彌敦道。
尖沙咀東（麼地道）開經：麼地道、漆咸道南、梳士巴利道、彌敦道、亞皆老街、櫻桃街、深旺道、海輝道、連翔道、青葵公路、葵青路、青衣大橋、青衣路、青康路、青衣西路及寮肚路。
各班次之具體停站請參考資訊框

## 外部連結
- KMB Air-conditioned Route 九巴空調特快線－242X （页面存档备份，存于）
- The Kowloon Motor Bus Co. (1933) Ltd 九龍巴士（一九三三）242X 號路線／Route No.: 242X （页面存档备份，存于）